# Tiriba-de-testa-vermelha

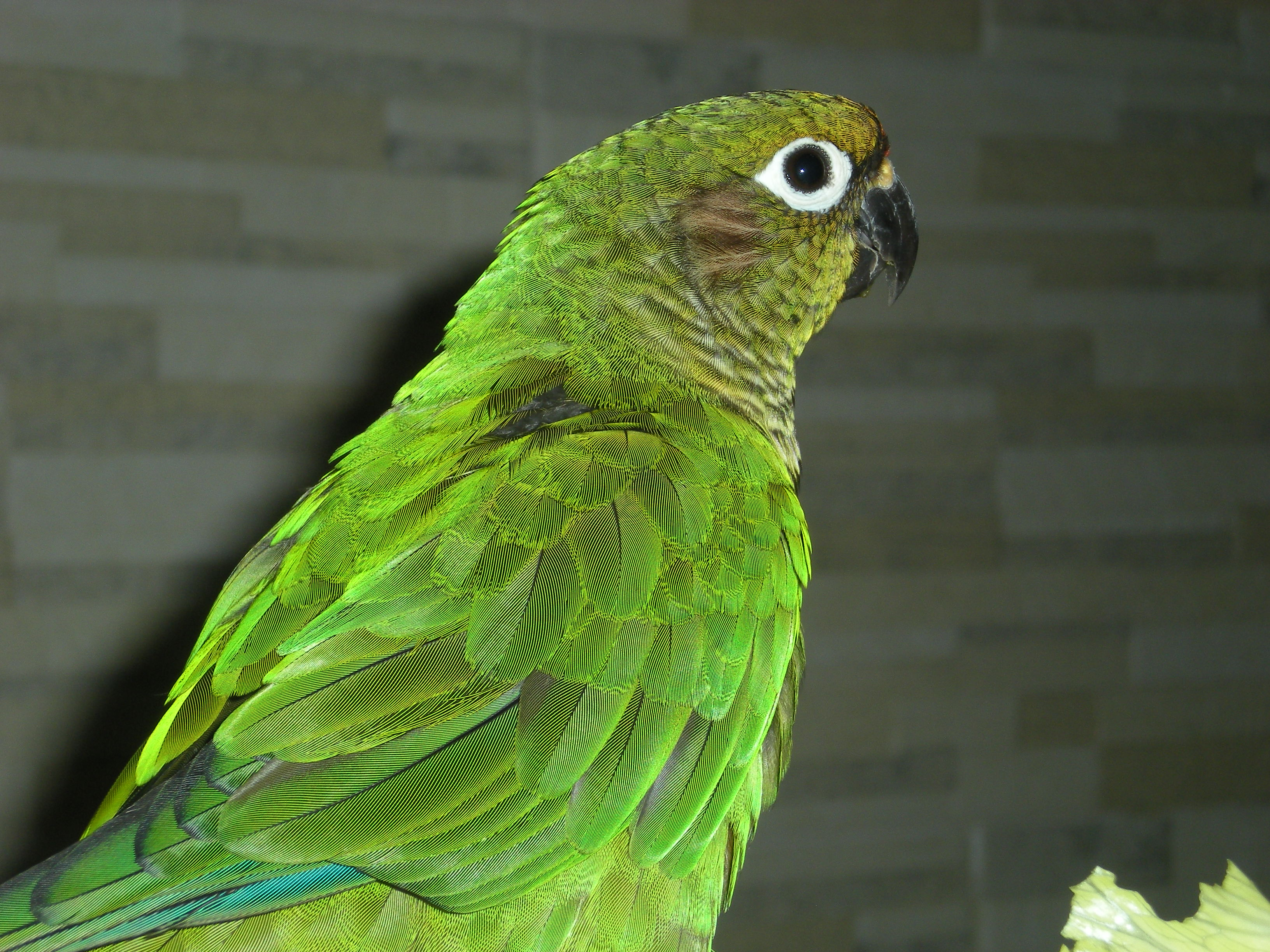
Tiriba-de-testa-vermelha doméstica comendo alface.

Pyrrhura frontalis (Vieil.), popularmente conhecido como tiriba, tiriva, tiribaí, riccio, tiribinha, fura-mato, periquito-tapuia, cara-suja e tiriba-de-testa-vermelha, é uma ave florestal encontrada do estado brasileiro da Bahia ao estado do Rio Grande do Sul, bem como no Uruguai, Paraguai e Argentina. Tais aves chegam a medir até 27 centímetros de comprimento, com região auricular parda, face branca, e fronte, abdome e a parte inferior da cauda vermelhos.

## Alimentação
A tiriba curiosamente sempre fica de cabeça para baixo quando se alimenta, em geral de frutas e de sementes.

## Etimologia
"Tiriba" procede do tupi ti'riwa.

## Subespécies
São reconhecidas duas subespécies:
- Pyrrhura frontalis frontalis (Vieillot, 1818) - ocorre no leste do Brasil, do estado da Bahia a Rio de Janeiro até o norte de São Paulo).
- Pyrrhura frontalis chiripepe (Vieillot, 1818) - ocorre do sudeste e sul do do Brasil até o sudeste do Paraguai e norte da Argentina e Uruguai.